# The Complete Geffen Recordings
The Complete Geffen Recordings è un box-set contenente tutti i quattro album pubblicati da Joni Mitchell per la Geffen. Si tratta per la maggior parte degli album pubblicati nel corso degli anni ottanta e primissimi anni novanta.

## Tracklist
- Disco 1: vedi tracklist di Wild Things Run Fast;
- Disco 2: vedi tracklist di Dog Eat Dog;
- Disco 3: vedi tracklist di Chalk Mark in a Rainstorm;
- Disco 4: vedi tracklist di Night Ride Home.